# Tehuelches (Santa Cruz)
Tehuelches era una localidad rural argentina del departamento Deseado en la provincia de Santa Cruz.  Aunque no hay registro que detentó un centro poblacional con forma de pueblo, las estancias que rodean la zona de la estación conformaron un tipo de localidad con población rural dispersa.

## Toponimia
El nombre de esta estación hace referencia a los pueblos originarios que vivían al sur del Río Negro, llamados también patagones. También, intento ser denominada «La Tehuelcha» sin éxito. La denominación Tehuelches se impuso en forma definitiva el 8 de octubre de 1914 por un decreto presidencial dictado en reemplazo de la progresión kilométrica que hasta ese tiempo imperaba.

## Historia
La localidad comenzó su vida gracias a la instalación de estación Tehuelches del Ferrocarril Puerto Deseado a Colonia Las Heras el 7 de octubre de 1914. La estación fue emplazada en el kilómetro 162 y pensada como de segunda clase. No obstante, su uso se tornó superior a esa categoría ya que desempeñaba todos servicios de pasajeros, cargas, encomiendas y hacienda. En el informe de 1958 asegura que era una de las pocas estaciones de este tipo con infraestructura para hacienda que aun ofrecía este servicio. Para sus tareas se valía de: apartadero 721 m, desvíos de 636 m, rampa de costado, estanque Piggott 45 m³ y caseta caminero. Además, Tehuelches contaba con agua relativamente al alcance por tener la capa freática a 26 m.
La localidad cobró gran relevancia cuando estalló la huelga conocida como Patagonia rebelde acaecida desde 1920. Durante este suceso, Facón Grande inició sus acciones en la zona central, luego de encontrarse con el dirigente Albino Argüelles, con quién decidió que él operaría los movimientos de la zona entre Puerto Deseado y Colonia Las Heras, de la línea del Ferrocarril Patagónico. El día 21 de diciembre se produjo un enfrentamiento armado entre el Ejército Argentino al mando del teniente coronel Héctor Varela y los huelguistas dirigidos por Font en las inmediaciones de estación Tehuelches. Allí fallecieron un militar y tres huelguistas. Mientras que otro militar y varios obreros fueron heridos. Luego de la batalla el ejército se replegó a Jaramillo. Desde allí, envió el gerente de La Anónima Mario Mesa a parlamentar con Font. En la reunión les promete respetar la vida de todos y acceder a sus demandas si se rinden. Luego de una asamblea, los obreros deciden entregarse. José Font creía que se trataba de la policía y no del ejército hasta después del combate de la estación Tehuelches cuando vio la gorra de Fischer, el soldado favorito de Varela. Los huelguistas sobrevivientes de aquella batalla fueron trasladados a la estación Jaramillo, donde poco después la gran mayoría serían fusilados, entre ellos Facón Grande.A Font un grupo de soldados lo aisló junto al galpón de la estación. Pese a que pidió hablar con Varela él no lo recibió y lo mantuvo custodiado. Font le grita a los soldados que le digan a Varela que él lo desafía a pelear con cuchillo, «para ver si es tan valiente como dicen». Varela lo hace atar de pies y manos. Luego, dos suboficiales y dos soldados lo cargaron a la caja de un camión y se lo llevaron al sitio conocido como el Cañadón de la Muerte, que se ubicaría probablemente a unos 3000 metros de la estación Jaramillo. Le quitaron las ataduras, su facón, su chambergo y la faja negra de su cintura y le pusieron unos bretes. Allí fue fusilado el 22 de diciembre.Varela también fusiló a Leiva y al menos a medio centenar de obreros.A partir de estos sucesos es que se considera un sitio histórico a la estación Jaramillo.
Por otro lado, el 11 de julio de 1921, por decreto de carácter general, el Poder Ejecutivo Nacional a cargo de Hipólito Hirigoyen  dispuso que la Dirección de Tierras del Ministerio de Agricultura, previera reservas para la formación de pueblos en los Territorios Nacionales. Específicamente, en el norte de la Provincia de Santa Cruz. De este gran número de nuevas localidades se decretó el nacimiento formal de Tehuelches, que según el censo de Territorios Nacionales de 1920 vivían en los alrededores de la localidad unas 103 personas. El mismo decreto de creación del poblado de Tehuelches y los restantes pueblos que debían crearse en los alrededores de las estaciones. De este modo, se autorizó el trazado de estos pueblos hecho en cada caso sobre una superficie de 2.000 has., siempre que pueda destinarse de esas tierras a la agricultura y reservas para descanso de haciendas.

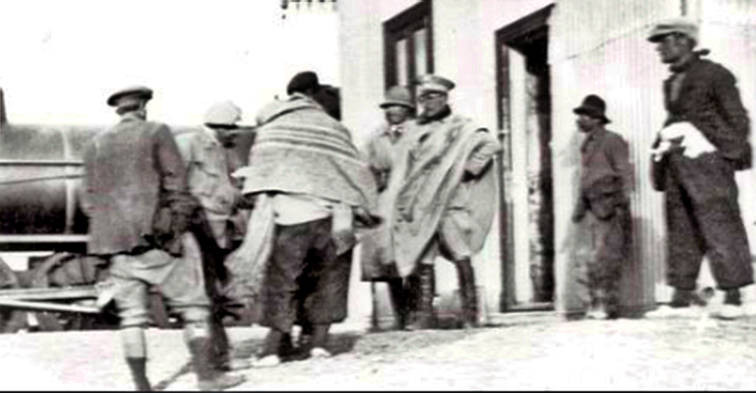
Foto tomada durante la filmación de la película La Patagonia Rebelde. La escena recrea el momento de parlamento entre miembros del ejército y los huelguistas en Tehuelches tras la batalla.

Aunque formalmente se declararon 103 habitantes no se especificó si los mismos estaban en torno a la estación o eran la sumatoria de estancias en los alrededores. La importancia poblacional hizo que se creara en el sitio estafeta postal habilitada el  14 de febrero de 1917 como estafeta ad honorem, categoría que mantenía aun en 1938, la cual fue clausurada el 8 de agosto de 1930. Su atención estuvo a cargo del jefe de estación, quedando registrado Pedro García como su primer encargado. Además la atendieron Tomás Minucci en 1921; Enrique Casalla en 1930, José Herminio Zurita en 1935, Juan J. Anselmi en 1948 y Héctor Raúl Aguirre en 1958.
La rápida decadencia de la zona de influencia del ferrocarril fue confirmada por la Guía de Correos y Telégrafos de 1934. Sin embargo, la situación no afectó a esta localidad que contó con 240 habitantes; un notorio incremento frente al anterior censo. Esta situación solo fue compartida con Piedra Clavada que mostró una población de 400 habitantes. En tanto, las demás estaciones no llegaron a los 100 habitantes y no fueron incluidas en este conteo.
La decadencia de la localidad se sintió recién desde la década de 1940 cuando una estimación poblacional arrojó que 1947 en las localidad-estaciones como esta se tornaron en simples estaciones de carga y descarga con poblaciones que no superaron los 100 habitantes.

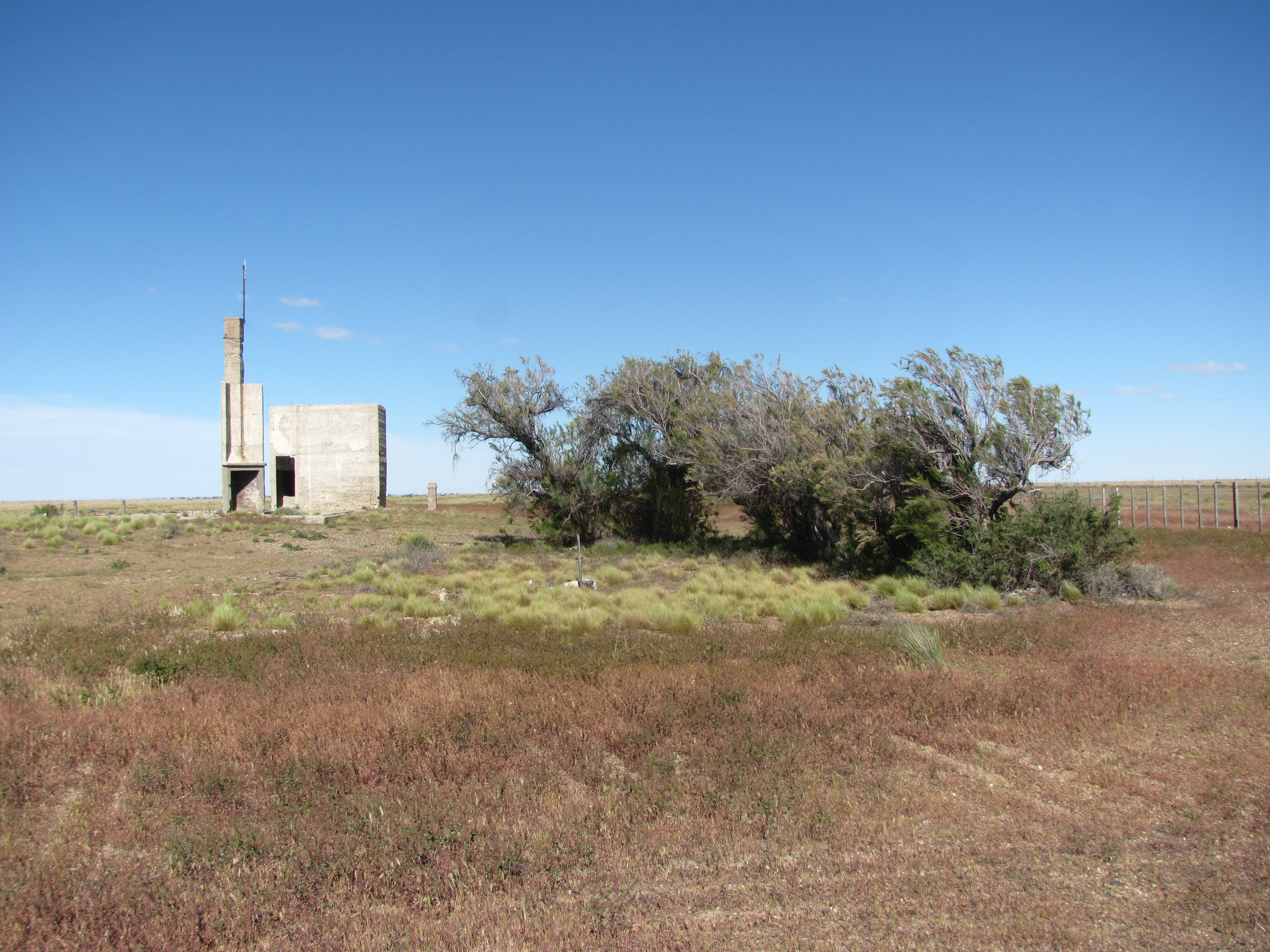
Vista de los restos de la estación Tehuelches con vegetación plantada por los ferroviarios sin población en sus alrededores.

Un informe de 1951 confeccionado por la ex Gobernación Militar de Comodoro Rivadavia detalló las estaciones - localidades más importantes del ferrocarril y Tehuelches fue mencionada a pesar de solo presentar una estación sin poblado. Las razones de encontrar a la localidad - estación en esta lista puede estar dada porque se mantenía algo de población importante zona rural de sus inmediaciones o porque su estación mantenía movimientos respetables aun.
El acentuado declive se terminó confirmado en el informe del Ferrocarril Patagónico efectuado en 1957. El mismo enumera las localidades significativas de todo el Ferrocarril de Puerto Deseado a Las Heras. La lista solo menciona con detalle las cifras poblacionales de Deseado y Las Heras. En tanto, las demás poblaciones intermedias entre ambas punta de rieles fueron clasificadas de escasa población y sumaron entre todas apenas 1500 habitantes. 
Uno de los últimos registros de la localidad-estación se dio en un mapa del instituto geográfico militar de los años 1960. En este documento se escribió su nombre con tinta negrita lo que indicaba importancia para el ferrocarril o cantidad poblacional relevante. La explicación probable de importancia podría deberse a que Tehuelches era una estación de segunda clase.
A pesar de resistir algunos años más, la localidad entró en decadencia definitiva en los años 1960, ya que en 1969 se resuelve clausurar su estafeta postal con carácter provisional. En los años siguientes, la situación empeoró aun más y se resolvió clausurarla en forma definitiva el 18 de junio de 1971 por no encontrarse candidato para atenderla. Esto indica de por sí una localidad prácticamente despoblada ya para los años setenta.
La estación y los alrededores de la localidad fueron inmortalizadas en la película La Patagonia Rebelde del año 1973. En ella, se puede ver desde el momento 1:09 al 1:11 a la batalla de Tehuelches desarrollada en inmediaciones de la estación. La misma se desarrolla con el arribo de una locomotora que ejecutaba los servicios de carga con dos coches para pasajeros históricos arribando a su andén. Además, se observa, carteles nomencladores antiguo intactos, la casa de los peones intacta, una señal ferroviaria, el tanque de agua en funcionamiento, una rampa de costado, vías auxiliares, mayor vegetación y un pequeño vagón depósito. Puntualmente, en cuanto a la estación la película histórica muestra detalles de una estación Tehuelches muy bien preservada pintada de una amarillo suave, un interior blanco bien conservado y una sala con equipo telegráfico. Además, desde el momento 1:12 se puede ver como vestía su jefe de estación. Por último con una forma similar a la de Jaramillo, pero sin su andén cerrado por una ventana.
El tren finalizó sus operaciones en julio de 1978, lo que acentuó el éxodo de la poca población que aun prevalecía. Su rápido despoblamiento en parte es explicado la languidez del funcionamiento del ferrocarril que en un principio se enlazaba con las estancias mediante pesadas chatas que acarreaban la producción a las estaciones más cercanas. Luego estas fueron reemplazadas por el camión que se desplazaba desde las estancias directamente hasta el puerto.
Hasta inicios de la década de los años 1990 se hallaba en un buen estado de conservación que incluía hasta su cartel nomenclador, siendo con Minerales las únicas estaciones sin tener un centro poblacional que sobrevivían. Sin embargo, años posteriores ambas estaciones fueron desmanteladas. Además, se informó que la localidad hoy es un paraje deshabitado con ninguna vivienda cercana.
Luego del cierre del ferrocarril, Tehuelches y su entorno rural no volvieron a ser aludidas por censos y medios de comunicación. De este modo, la memoria de la localidad pronto se perdió en forma definitiva aunque mantenga leve o nula población rural en sus inmediaciones. No obstante, algunos mapas aun recogen el nombre de la población como es el caso de Google Maps.
El 8 de julio de 2008, en un acto realizado en la Casa Rosada por Cristina Fernández de Kirchner, la Secretaría de Transporte, a cargo de Ricardo Jaime y dependiente del Ministerio de Planificación de Julio De Vido, adjudicó el reacondicionamiento y rehabilitación del tren patagónico.No obstante, Tehuelches no fue incluida en la lista de los puntos a rehabilitar o tenida en consideración en el mapa del ferrocarril que presentaba los puntos claves del ferrocarril.A pesar de la gran suma invertida por el estado y la inauguración en 2015 de las obras por parte del gobierno peronista el ferrocarril no volvió a funcionar y gobierno fue acusado de un perjuicio de $92.000.000 de obra pública malversada.
En octubre de 2024 el gobernador Claudio Vidal anticipó que trabaja en el proyecto de recuperación del ferrocarril. El político aseguró que el tren cubriría los 285 kilómetros de recorrido. Sin embargo, Tehuelches no fue nombrada en la lista de puntos a rehabilitar y tampoco estuvo aludida en el mapa del trazado ferroviario presentado por el proyecto que contiene los puntos más importantes del ferrocarril.

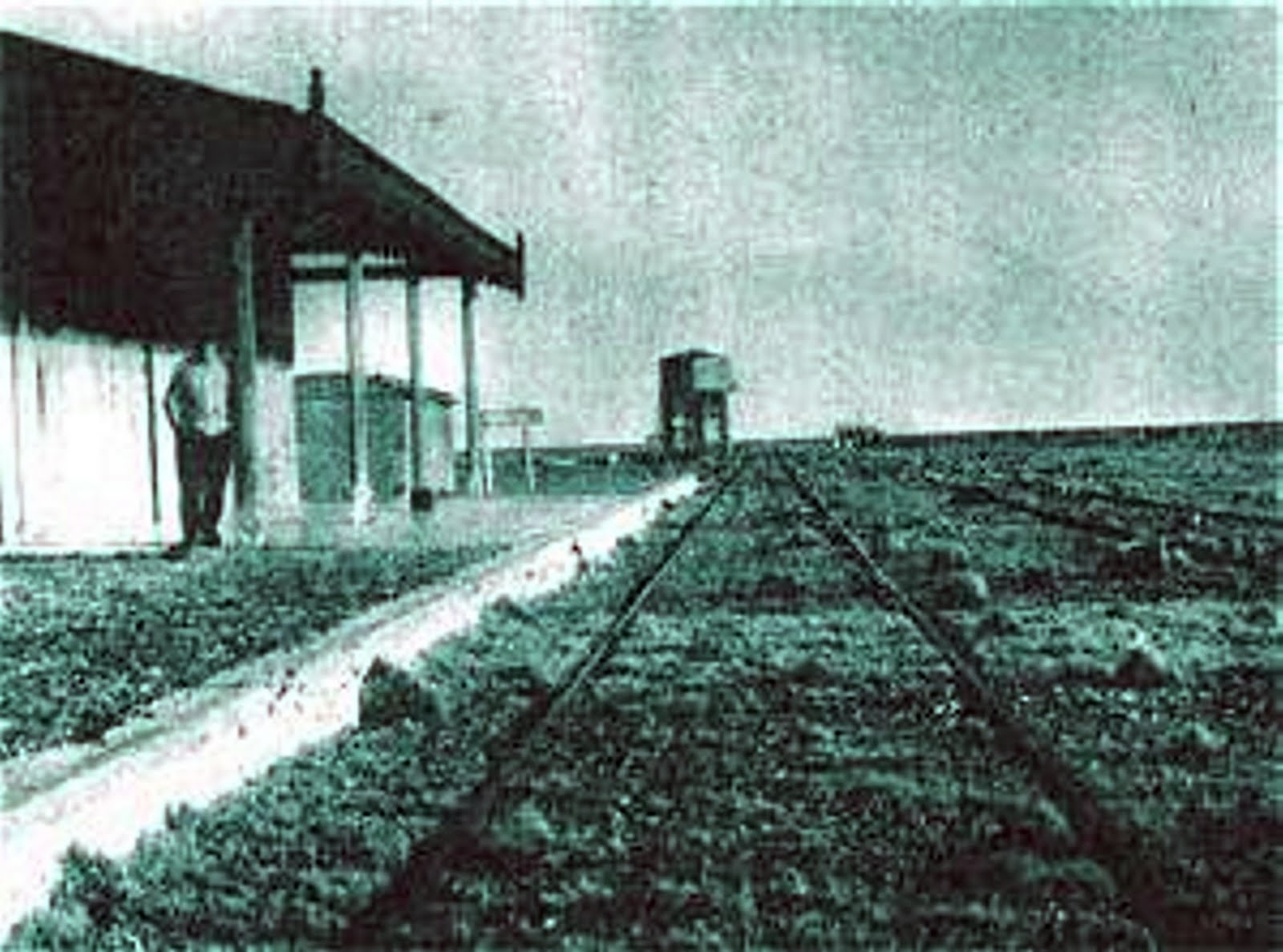
La estación en el pasado carente de pueblo tradicional a su alrededor.